# Kosteantînivka, Djankoi
Kosteantînivka (în ucraineană Костянтинівка) este un sat în comuna Mîrnivka din raionul Djankoi, Republica Autonomă Crimeea, Ucraina.

## Demografie
Componența lingvistică a localității Kosteantînivka
     Tătară crimeeană (60,11%)
     Rusă (33,71%)
     Ucraineană (5,62%)
     Alte limbi (0,56%)
Conform recensământului din 2001, majoritatea populației localității Kosteantînivka era vorbitoare de tătară crimeeană (60,11%), existând în minoritate și vorbitori de rusă (33,71%) și ucraineană (5,62%).